# Miklós Horthy
Miklós Horthy de Nagybánya (tiếng Hungary: Vitéz Nagybányai Horthy Miklós; phát âm tiếng Hungary: [ˈviteːz ˈnɒɟbaːɲɒi ˈhorti ˈmikloːʃ]; tiếng Anh: Nicholas Horthy; Tiếng Đức: Nikolaus Horthy Ritter von Nagybánya; 18 tháng 6 năm 1868 – 9 tháng 2 năm 1957) là một đô đốc và chính khách người Hungary, từng là nhiếp chính của Vương quốc Hungary giữa hai cuộc Chiến tranh thế giới và hầu hết Thế chiến II - từ ngày 1 tháng 3 năm 1920 đến ngày 15 tháng 10 năm 1944.
Horthy bắt đầu sự nghiệp của mình với tư cách là một trung úy trong Hải quân Áo-Hung vào năm 1896, và đạt cấp bậc chuẩn đô đốc vào năm 1918. Ông đã tham gia Trận chiến eo biển Otranto và trở thành tổng tư lệnh của Hải quân trong năm cuối cùng của Thế chiến thứ nhất; ông được thăng chức phó đô đốc và chỉ huy Hạm đội khi Hoàng đế-Vua Karl cách chức vị đô đốc trước đó khỏi chức vụ của ông ta sau những cuộc binh biến. Trong các cuộc cách mạng và can thiệp vào Hungary từ Tiệp Khắc, Romania và Nam Tư, Horthy trở về Budapest cùng với Quân đội hoàng gia Hungary; Nghị viện sau đó đã mời ông trở thành nhiếp chính của vương quốc. Trong suốt thời kỳ giữa hai cuộc chiến, Horthy đã lãnh đạo một chính quyền mang tính quốc gia bảo thủ và bài Do Thái. Hungary dưới thời Horthy đã cấm Đảng Cộng sản Hungary cũng như Đảng Arrow Cross, và theo đuổi chính sách đối ngoại phục hồi lãnh thỗ khi đối mặt với Hiệp ước Trianon năm 1920. Hoàng đế Karl I của Áo-Hung, cựu vương, đã hai lần cố gắng quay trở lại Hungary trước khi chính phủ Hungary nhượng bộ trước những lời đe dọa của Đồng minh về việc gia hạn chiến sự vào năm 1921. Karl sau đó bị áp giải ra khỏi Hungary để sống lưu vong.
Về mặt tư tưởng là một người bảo thủ quốc gia, Horthy đôi khi bị coi là phát xít. Vào cuối những năm 1930, chính sách đối ngoại của Horthy đã khiến ông liên minh với Đức Quốc xã để chống lại Liên Xô. Với sự hỗ trợ của Adolf Hitler, Hungary đã thành công trong việc mua lại một số khu vực đã nhượng lại cho các nước láng giềng theo Hiệp ước Trianon. Dưới sự lãnh đạo của Horthy, Hungary đã hỗ trợ những người tị nạn Ba Lan vào năm 1939 và tham gia vào cuộc xâm lược của phe Trục vào Liên Xô vào tháng 6 năm 1941. Một số nhà sử học coi Horthy là người không nhiệt tình đóng góp cho nỗ lực chiến tranh của Đức và Holocaust ở Hungary (vì sợ rằng nó có thể phá hoại các thỏa thuận hòa bình với các lực lượng Đồng minh), ngoài ra còn có một số nỗ lực thực hiện một thỏa thuận bí mật với Đồng minh trong Thế chiến II sau khi rõ ràng rằng phe Trục sẽ thua cuộc chiến, do đó cuối cùng dẫn đến việc quân Đức xâm lược và nắm quyền kiểm soát Hungary vào tháng 3 năm 1944 trong Chiến dịch Margarethe. Tuy nhiên, trước khi Đức quốc xã chiếm đóng Hungary, 63.000 người Do Thái đã bị giết. Cuối năm 1944, 437.000 người Do Thái bị trục xuất đến Auschwitz-Birkenau, nơi phần lớn bị ngạt khí khi đến nơi. Nhà sử học người Serbia Zvonimir Golubović đã tuyên bố rằng Horthy không chỉ biết về những vụ thảm sát diệt chủng này mà còn tán thành chúng, chẳng hạn như những vụ trong Đột kích Novi Sad.
Vào tháng 10 năm 1944, Horthy thông báo rằng Hungary đã tuyên bố đình chiến với Đồng minh và rút khỏi phe Trục. Ông buộc phải từ chức, bị quân Đức quản thúc và đưa đến Bayern. Khi chiến tranh kết thúc, ông bị quân đội Mỹ quản thúc. Sau khi cung cấp bằng chứng cho Phiên tòa xét xử tội ác chiến tranh của Phiên toà cấp Bộ năm 1948, Horthy định cư và sống những năm lưu vong còn lại ở Bồ Đào Nha. Hồi ký của ông, Ein Leben für Ungarn (Một cuộc sống cho Hungary), được xuất bản lần đầu năm 1953. Ông nổi tiếng là một nhân vật lịch sử gây tranh cãi ở Hungary đương đại.

## Cuộc sống đầu đời và Sự nghiệp hải quân

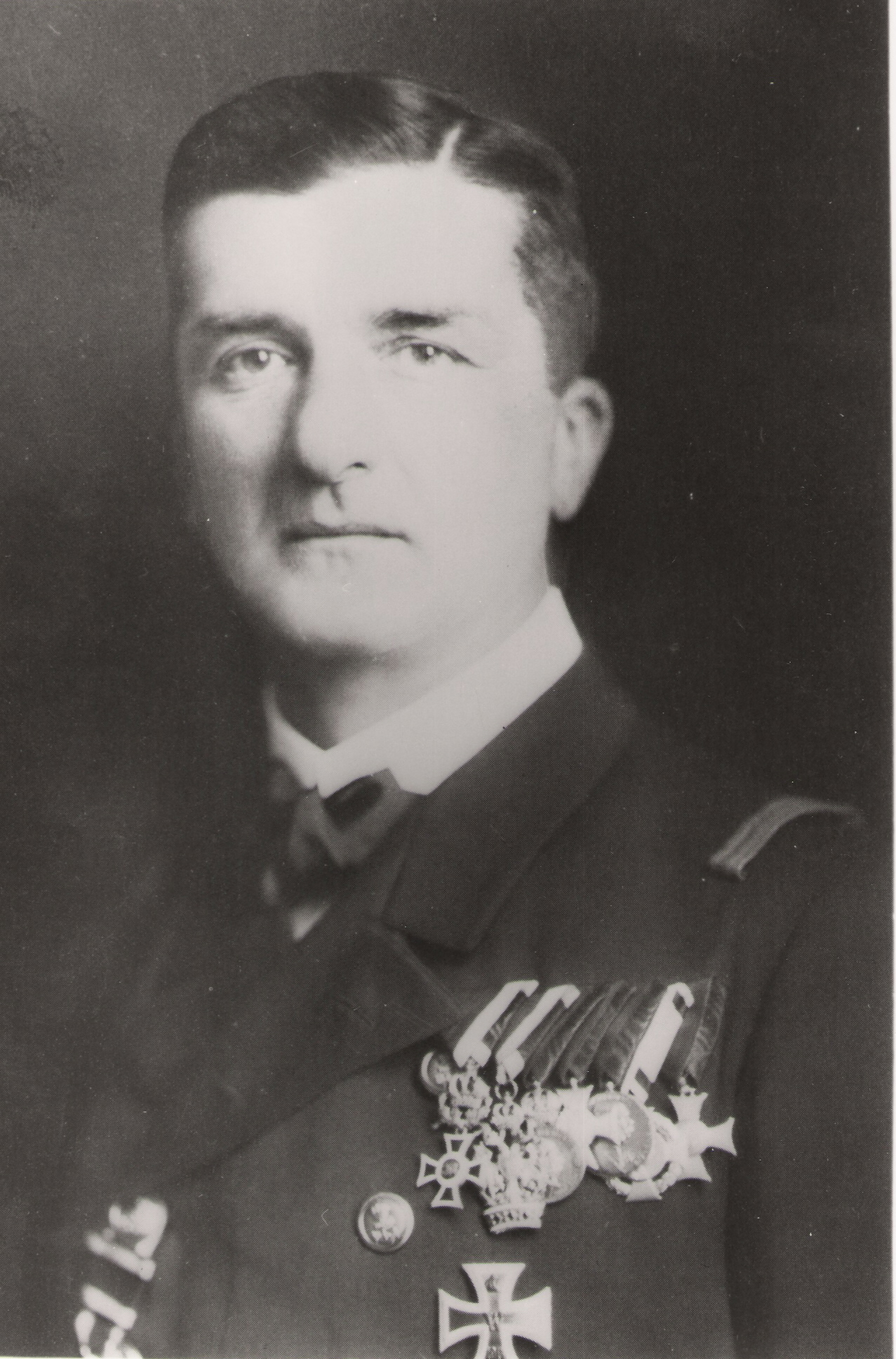
Đô đốc Miklós Horthy trong Thế chiến I

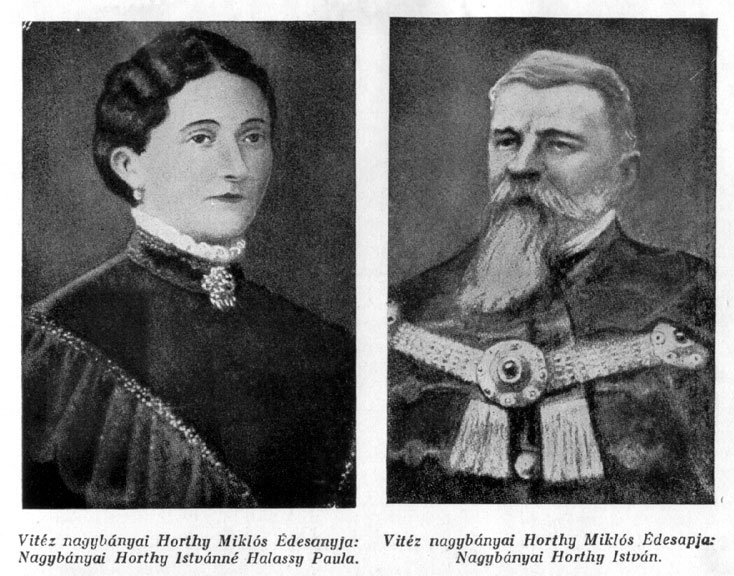
Cha mẹ của Miklós Horthy: Paula Halassy và István Horthy

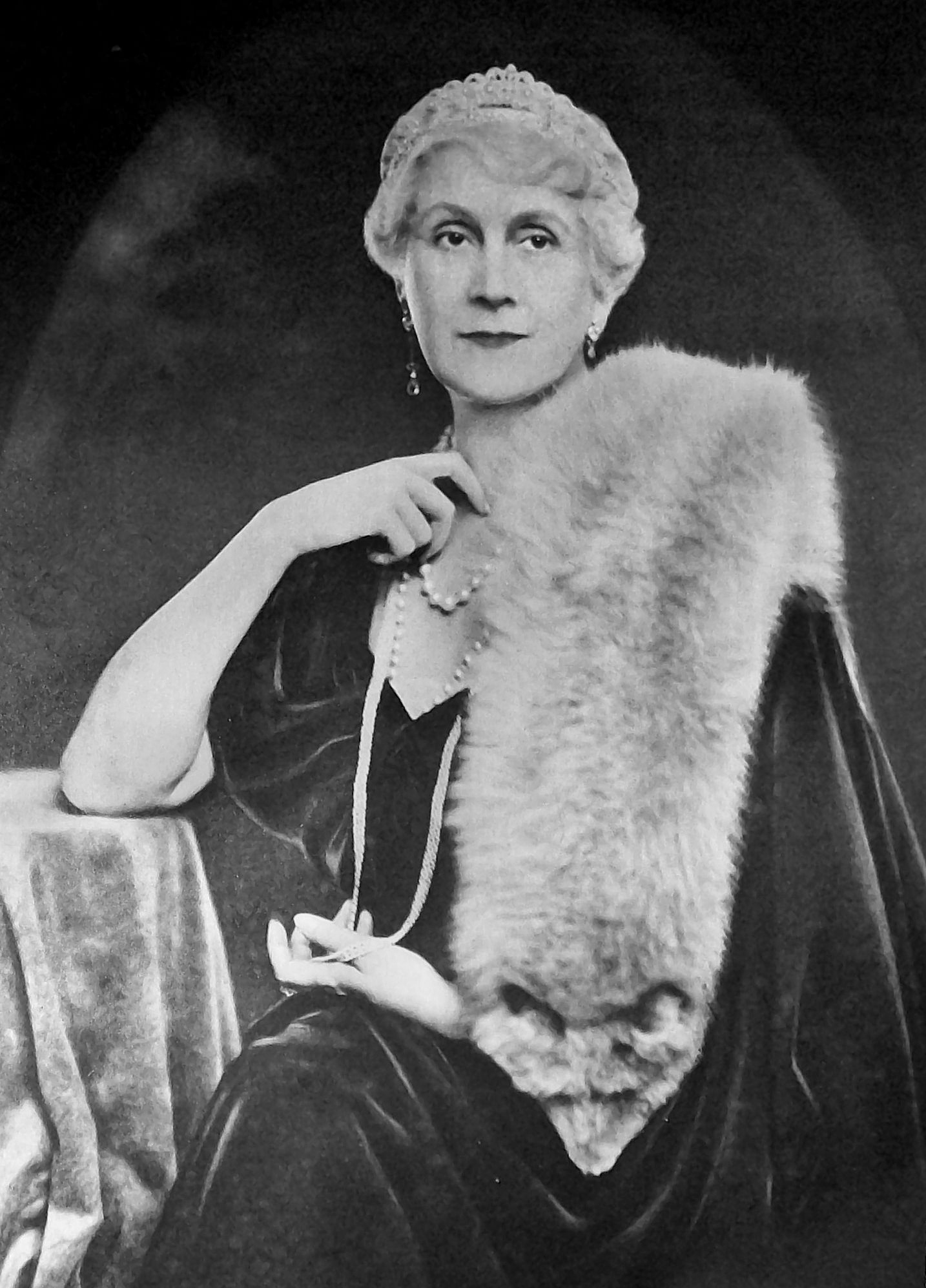
Magdolna Purgly, vợ của Đô đốc Miklós Horthy

Miklós Horthy de Nagybánya sinh ra tại Kenderes trong một gia đình quý tộc nhỏ không có tước hiệu, hậu duệ của István Horti, được Hoàng đế Ferdinand II phong tước vào năm 1635. Cha của ông, István Horthy de Nagybánya, là thành viên của Viện Magnates, thượng viện của Quốc hội Hungary, và là lãnh chúa của một điền trang rộng 610 ha (1.500 mẫu Anh). Ông kết hôn với nữ quý tộc người Hungary là Paula Halassy de Dévaványa năm 1857.  Miklós là con thứ tư trong số tám người con của họ, được nuôi dạy theo đạo Tin lành.
Horthy vào Học viện Hải quân Hoàng gia và Hoàng gia Áo-Hung (k.u.k. Marine-Akademie) tại Fiume (nay là Rijeka, Croatia) ở tuổi 14. Bởi vì ngôn ngữ chính thức của học viện hải quân là tiếng Đức, Horthy nói tiếng Hungary với giọng Áo-Đức nhẹ, nhưng đáng chú ý, trong suốt quãng đời còn lại của mình. Ông cũng nói được tiếng Ý, tiếng Croatia, tiếng Anh và tiếng Pháp.
Khi còn trẻ, Horthy đã đi du lịch khắp thế giới và phục vụ với tư cách là nhà ngoại giao cho Áo-Hungary ở Đế quốc Ottoman và các quốc gia khác. Horthy kết hôn với Magdolna Purgly de Jószáshely ở Arad năm 1901. Họ có 4 người con: Magdolna (1902), Paula (1903), István (1904) và Miklós (1907). Từ năm 1911 đến năm 1914, ông là phụ tá hải quân cho Hoàng đế Franz Joseph I của Áo, người mà ông rất kính trọng.
Vào đầu Thế chiến thứ nhất, Horthy là chỉ huy của thiết giáp hạm pre-dreadnought SMS Habsburg. Năm 1915, ông nổi tiếng về sự táo bạo khi chỉ huy tàu tuần dương hạng nhẹ mới SMS Novara. Ông đã lên kế hoạch cho cuộc tấn công vào Otranto Barrage năm 1917, dẫn đến Trận chiến eo biển Otranto, cuộc giao chiến hải quân lớn nhất trong cuộc chiến ở Biển Adriatic. Một hạm đội hợp nhất của Anh, Pháp và Ý đã gặp lực lượng Áo-Hung. Bất chấp ưu thế về quân số của hạm đội Đồng minh, lực lượng Áo đã giành chiến thắng sau trận chiến. Hạm đội Áo vẫn tương đối bình yên, tuy nhiên, Horthy bị thương. Sau cuộc binh biến Cattaro vào tháng 2 năm 1918, Hoàng đế Karl I của Áo đã chọn Horthy thay vì nhiều chỉ huy cấp cao khác làm Tổng tư lệnh mới của Hạm đội Đế quốc vào tháng 3 năm 1918. Vào tháng 6, Horthy lên kế hoạch cho một cuộc tấn công khác vào Otranto, và trong một cuộc khởi hành từ chiến lược thận trọng của những người tiền nhiệm, ông đã giao nhiệm vụ cho các thiết giáp hạm của đế chế. Khi đang chèo thuyền trong đêm, chiếc dreadnought 'SMS Szent István đã gặp các tàu phóng lôi MAS của Ý và bị đánh chìm, khiến Horthy phải hủy bỏ nhiệm vụ. Ông đã cố gắng bảo toàn phần còn lại của hạm đội đế chế cho đến khi được Hoàng đế Karl ra lệnh giao nộp nó cho Nhà nước mới Nhà nước Slovene, Croat và Serb (tiền thân của Nam Tư) vào ngày 31 tháng 10.
Chiến tranh kết thúc khiến Hungary trở thành một quốc gia không giáp biển, và cùng với đó, chính phủ mới không cần đến chuyên môn hải quân của Horthy. Ông ấy đã cùng gia đình nghỉ hưu tại khu đất riêng của mình tại Kenderes.

### Ngày thăng cấp bậc và nhiệm vụ

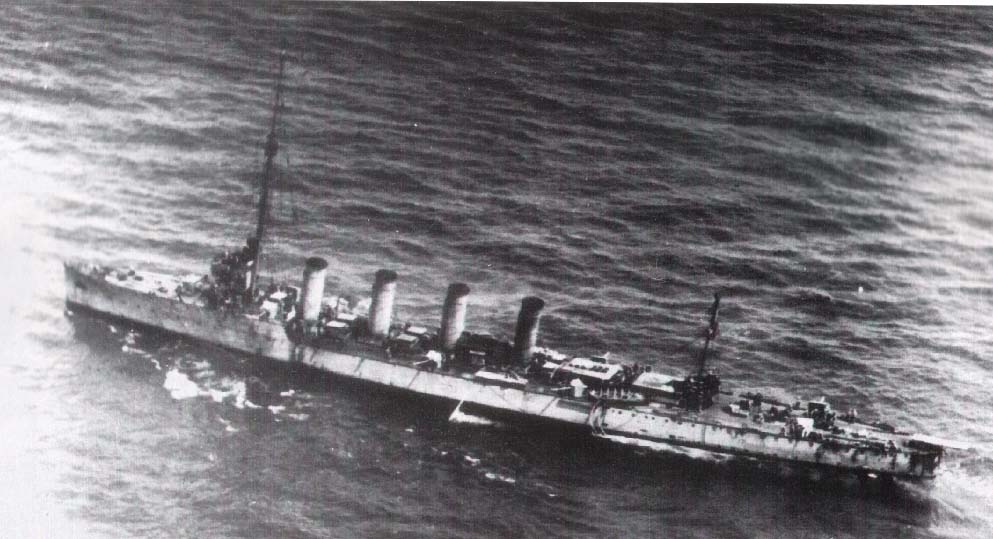
SMS Novara bị hư hại sau Trận chiến eo biển Otranto|Trận chiến Otranto

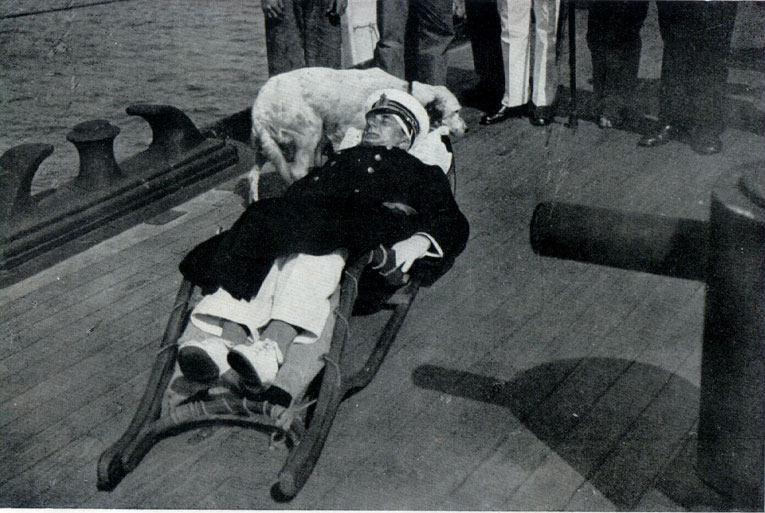
Horthy, bị thương nặng, khi chỉ huy hạm đội tại Trận chiến eo biển Otranto cho đến khi bất tỉnh

- 1896 Fregattenleutnant (Trung úy tàu khu trục) (fregatthadnagy – Trung úy)
- 1900 Linienschiffleutnant (Trung úy chỉ huy tàu) (sorhajóhadnagy – Trung úy)
- Tháng 1 năm 1901 SMS Sperber (chỉ huy tàu)
- 1902 SMS Kranich (chỉ huy tàu)
- Tháng 6 năm 1908 SMS Taurus (chỉ huy tàu)
- Tháng 8 năm 1908 SMS Kaiser Karl VI (GDO-Gesamtdetailoffizier-Sĩ quan thứ nhất, tạm thời)
- 1 tháng 1 năm 1909 Korvettenkapitän (Thuyền trưởng tàu hộ tống) (korvettkapitány – Trung úy)
- 1 tháng 11 năm 1909 phụ tá cho Hoàng đế Franz Josef
- 1 tháng 11 năm 1911 Fregattenkapitän (Thuyền trưởng tàu khu trục) (fregattkapitány – Chỉ huy)
- Tháng 12 năm 1912 Tháng 3 năm 1913 SMS Budapest (chỉ huy tàu)
- 20 tháng 1 năm 1914 Linienschiffskapitän (Thuyền trưởng tàu) (sorhajókapitány – Thuyền trưởng)
- Tháng 8 năm 1914 SMS Habsburg (chỉ huy tàu)
- Tháng 12 năm 1914 SMS Novara (chỉ huy tàu)
- 1 tháng 2 năm 1918 SMS Prinz Eugen (1912) (chỉ huy tàu)
- 27 tháng 2 năm 1918 Konteradmiral (ellentengernagy – Rear Đô đốc)
- 27 tháng 2 năm 1918 được bổ nhiệm (cuối cùng) Tổng tư lệnh hạm đội (hơn 11 đô đốc và 24 cấp cao Linienschiffskapitän) bởi Hoàng đế Karl I
- 30 tháng 10 năm 1918 Vizeadmiral (altengernagy – Phó đô đốc)

## Thời kỳ giữa chiến tranh, 1919–1939
Các nhà sử học đồng ý về chủ nghĩa bảo thủ của Hungary giữa hai cuộc chiến, Nhà sử học István Deák nói:
"Giữa năm 1919 và 1944, Hungary là một quốc gia cánh hữu. Được rèn giũa từ một di sản phản cách mạng, các chính phủ của nó ủng hộ chính sách "Cơ đốc giáo theo chủ nghĩa dân tộc"; họ ca ngợi chủ nghĩa anh hùng, niềm tin và sự đoàn kết; họ coi thường Cách mạng Pháp, và họ từ chối các hệ tư tưởng tự do và xã hội chủ nghĩa của thế kỷ XIX. Các chính phủ coi Hungary như một bức tường thành chống lại Chủ nghĩa Bolshevik và các công cụ của Chủ nghĩa Bolshevik: chủ nghĩa xã hội, chủ nghĩa quốc tế và Hội Tam điểm. Họ duy trì sự cai trị của một nhóm nhỏ quý tộc, công chức và sĩ quan quân đội, và được người đứng đầu nhà nước, Đô đốc phản cách mạng, Đô đốc Horthy, bao vây với sự tán dương."

### Tư lệnh quân đội quốc gia
Hai chấn thương sau Chiến tranh thế giới thứ nhất đã định hình sâu sắc nên tinh thần và tương lai của quốc gia Hungary. Đầu tiên là sự mất mát, theo quy định của quân Đồng minh trong Thế chiến thứ nhất, phần lớn lãnh thổ Hungary giáp với các quốc gia khác. Đây là những vùng đất từng thuộc về Hungary (sau đó là một phần của Đế quốc Áo-Hung) nhưng hiện được nhượng chủ yếu cho Tiệp Khắc, Vương quốc România, Đệ Nhất Cộng hòa Áo và Vương quốc Nam Tư. Việc cắt bỏ, cuối cùng được phê chuẩn trong Hiệp ước Trianon năm 1920, khiến Hungary mất 2/3 lãnh thổ và 1/3 số người nói tiếng Hungary bản địa; điều này đã giáng cho dân chúng một đòn tâm lý khủng khiếp. Chấn thương thứ hai bắt đầu vào tháng 3 năm 1919, khi nhà lãnh đạo Cộng sản Béla Kun lên nắm quyền ở thủ đô Budapest, sau khi chính phủ dân chủ đầu tiên ở Hungary thất bại.

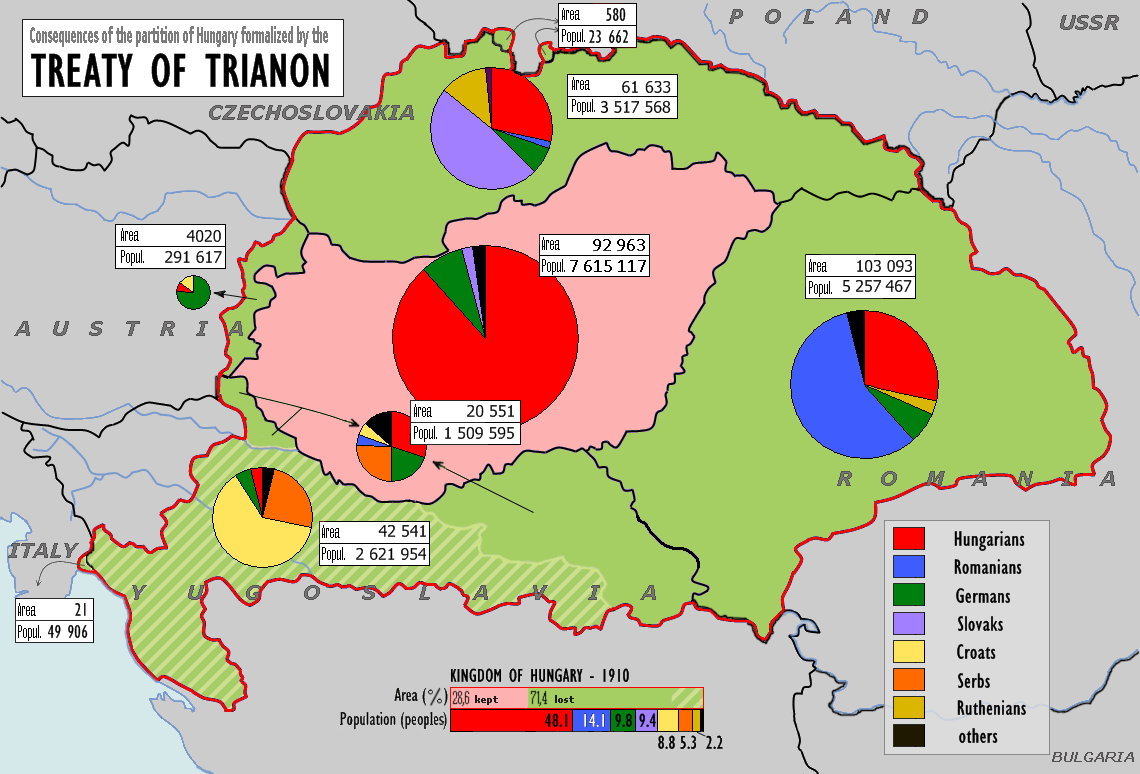
Với Hiệp ước Trianon, Vương quốc Hungary mất 72% lãnh thổ (bao gồm Croatia) và 3,3 triệu người nói tiếng Hungary bản địa.

Kun và những người trung thành của ông tuyên bố thành lập Cộng hòa Xô viết Hungary và hứa khôi phục lại sự vĩ đại trước đây của Hungary. Thay vào đó, những nỗ lực tái chinh phục của ông đã thất bại, và người Hungary bị đối xử với sự đàn áp kiểu Xô Viết dưới hình thức các băng nhóm vũ trang đe dọa hoặc sát hại kẻ thù của chế độ. Giai đoạn bạo lực này được gọi là Khủng bố Đỏ.
Trong vòng vài tuần sau cuộc đảo chính, sự nổi tiếng của Kun giảm mạnh. Vào ngày 30 tháng 5 năm 1919, các chính trị gia chống cộng đã thành lập một chính phủ phản cách mạng ở thành phố Szeged phía Nam, lúc đó đang bị quân Pháp chiếm đóng. Ở đó, Gyula Károlyi, thủ tướng của chính phủ phản cách mạng, đã đề nghị cựu Đô đốc Horthy, vẫn được coi là một anh hùng chiến tranh, làm Bộ trưởng Bộ Chiến tranh trong chính phủ mới và nắm quyền chỉ huy một lực lượng phản cách mạng sẽ được đặt tên là Quân đội Quốc gia (tiếng Hungary: Nemzeti Hadsereg). Horthy đồng ý và ông ấy đến Szeged vào ngày 6 tháng 6. Ngay sau đó, theo lệnh của các cường quốc Đồng minh, một nội các đã được cải tổ và Horthy không được ngồi vào đó. Không nản lòng, Horthy đã cố gắng giữ quyền kiểm soát Quân đội Quốc gia bằng cách tách bộ chỉ huy quân đội khỏi Bộ Chiến tranh.